# باروخ هالپرن
باروخ هالپرن (انگلیسی: Baruch Halpern؛ زادهٔ ۹ آوریل ۱۹۵۳) استاد دانشگاه در دانشگاه جورجیا در زمینه مطالعات یهودی اهل ایالات متحده آمریکا است. او در سال ۱۹۷۲ در مقطع کارشناسی در دانشگاه هاروارد یک تحلیل سیاسی از کتاب مقدس نوشت که متعاقباً بر تحقیقات در مورد تألیف آن تأثیر گذاشت.